# Achelia spinoseta
Achelia spinoseta is een zeespin uit de familie Ammotheidae. De soort behoort tot het geslacht Achelia. Achelia spinoseta werd in 1939 voor het eerst wetenschappelijk beschreven door Hilton. 